# 線性電路
線性電路是指符合叠加原理的電子電路，電路F(x)在輸入信號是其他輸入信號的線性疊加ax1(t) + bx2(t)時，其輸出也是輸入信號x1(t)和x2(t)個別輸出的線性疊加：
{\displaystyle F(ax_{1}+bx_{2})=aF(x_{1})+bF(x_{2})\,}
此電路稱為線性電路，因為其輸出電流、輸出電壓會是輸入電流、電壓的线性映射，這種線性和線性函數的線性不同。
在一般的概念下，電路元件的值是常數，不會隨時間變化，此時線性電路的另一種定義是：在給予特定頻率f的正弦輸入電壓或电流時，電路的穩態輸出（可能是電壓或是電流）也是相同頻率f的弦波信號，元件參數是常數的線性電路也稱為是非時變（linear time-invariant），簡稱LTI。
若以非正式的說法，線性電路中的電子元件數值（如電阻、電容、电感、增益等）都是定值，不會隨電路中電流或電壓的大小而改變。 線性電路可以將電子信號放大或是進行其他處理，不會造成信號扭曲。像聲音錄製和再現系統就是典型線路電路的例子。

## 另一種定義
線性電路定義裡的叠加原理。也可以用以二個特性來表示：加成性和齐次，有時也會當作另一種定義的方式
- {\displaystyle F(x_{1}+x_{2})=F(x_{1})+F(x_{2})\qquad } 加成性
- {\displaystyle F(hx)=hF(x)\qquad \qquad \qquad \qquad } 齐次

因此，線性電路滿足以下特性
1. 若輸入是二個信號相加，其輸出也等於二個信號個別輸入後的輸出的和。
2. 若輸入信號{\displaystyle x(t)}乘以{\displaystyle h}倍，其輸出信號也會乘以相同倍率。

## 線性元件和非線性元件
線性電路是指其中沒有非線性零件的電路。線性電路的例子有放大器、微分器、積分器、線性电子滤波器，或是只由理想電阻器、电容器、电感元件、运算放大器（在非飽和區）以及其他線性電路元件所組成的電路。
非線性的電路元件有二極體、晶体管以及磁芯飽和的电感元件和变压器。有些元件會以非線性的方式運作，像是混频器、調變器、整流器、無線電接收器的檢波器，以及數位邏輯電路。

## 重要性
線性非時變的電路很重要，這類的電路可以在不造成互调失真的情形下處理模擬信號。這表示在信號中不同頻率的信號仍然分離，不會互相混合，產生新的頻率（差拍）。
線性電路遵守叠加原理，在理解和分析上也比較簡單。線性電路的統御方程是线性微分方程，可以用許多頻域的數學技巧加以分析，像是傅里叶分析和拉普拉斯变换。對在這些電路也可以有較直覺的理解，可以用增益、相位、共振、带宽、品質因子、极点和零點之類來描述此一系統。線性電路的分析多半用科學計算機就可以進行。
相反的，非線性電路多半沒有解析解，若要有準確的結果，需要用电子电路仿真軟體（像是SPICE），利用数值分析方式進行分析。理想線性元件（像電阻器、電容器、電感器）的行為可以用單一參數（電阻、電容、電感）來描述。非線性元件則不行，需要透過描述函數或是函數圖形等方式才能描述。因此要標示非線性電路的特性，需要的資訊會比線性電路要多。

## 小信號近似
像是電晶體之類的非線性元件，若在特定工作點附近施加小的交流信號，其行為近似於線性。因此在分析許多小信號的電路（例如電視接收器或是廣播接收器）時，會用線性的小信号模型取代非線性元件，以便使用線性分析的技巧。
相對而言，所有的電路元件（就算是「線性」元件），隨著信號大小的增加，總會出現非線性的特性。例如電源供應器提供給電路的電壓會有上限。超過此上限，電壓就不會繼續增加，就有非線性的特性了。